# In The Hot Seat
In The Hot Seat este un album al trupei de rock progresiv Emerson, Lake and Palmer , lansat în 1994 . Keith Emerson avea probleme la nervii mâinii drepte , ceea ce a făcut aproape imposibil cântatul la clape . Tensiunile dintre el și Greg Lake au apărut din nou pe acest album iar rezultatul a constat într-un disc slab , poate del mai slab al lor alături de Love Beach din 1978 . In The Hot Seat a fost ultimul album de studio al grupului . "Daddy" a fost scrisă în memoria Sarei Anne Wood .

## Tracklist
1. "Hand of Truth" ( Emerson , Lake ) (5:22)
2. "Daddy" ( Lake ) (4:42)
3. "One by One" ( Lake , Emerson , Olsen ) (5:07)
4. "Heart on Ice" ( Lake , Olsen ) (4:19)
5. "Thin Line" ( Emerson , Olsen , Wray ) (4:45)
6. "Man in The Long Black Coat" (scrisă de Bob Dylan) (4:12)
7. "Change" ( Emerson , Lake , Olsen , Wray ) (4:43)
8. "Give Me a Reason to Stay" ( Steve Diamond , Steve Lorber ) (4:14)
9. "Gone Too Soon" ( Keith Wechsler , Lake , Wray ) (4:11)
10. "Street War" ( Emerson , Lake ) (4:24)

### Bonus Track
1. "Pictures at an Exhibition" ( Musorgski , Emerson , Palmer , Lake ) (14:47 - înregistrată în studio)

## Componență
- Keith Emerson - clavaituri
- Greg Lake - chitare , bas , voce
- Carl Palmer - percuție , baterie